# Juan Francisco Nosiglia
Juan Francisco Nosiglia (Buenos Aires, 28 de julio de 1979) es un político argentino perteneciente a la Unión Cívica Radical, hijo de Enrique Nosiglia, exministro de Raúl Alfonsín. Juan Nosiglia es actualmente Legislador de la Ciudad Autónoma de Buenos Aires.

## Biografía[1]
Juan Nosiglia nació en la Ciudad de Buenos Aires en 1979 es hermano de Santiago e Hipólito, es Licenciado en Administración recibido en la Universidad de Buenos Aires. Su padre Enrique Nosiglia fue Ministro del Interior en el gobierno de Raúl Alfonsín en los años 1987 a 1989. 
Es también hincha del Club Atlético Boca Juniors, club en el que intento probarse en las inferiores en fútbol. 

#### Trayectoria Política
Empezó acompañando a su padre en los comités y a actos partidarios, se afilio a la Unión Cívica Radical. En su tercer año en la facultad empezó a militar en la Franja Morada, en 2001 estuvo en contra de que el presidente Fernando De la Rúa designara al Domingo Cavallo como ministro[cita requerida].
En el año 2004, es electo secretario de la Franja Morada en la Universidad de Buenos Aires. Ese mismo año dentro de la Juventud Radical de la ciudad de Buenos Aires fundó el grupo interno La Cantera Popular y en 2009 es elegido presidente del Comité Nacional de la Juventud Radical.
En el año 2013, Nosiglia fue elegido Legislador de la Ciudad Autónoma de Buenos Aires por el Frente Amplio UNEN asumiendo el día 3 de diciembre. Fue reelecto en el 2017 pero esta vez por la alianza Evolución que tiene como líder a Martín Lousteau que fue elegido en esas elecciones diputado nacional.
Como Legislador de la Ciudad Autónoma de Buenos Aires ha presentado más de 260 proyectos en menos de seis año[cita requerida]s.
Fue elegido Secretario General del Comité Nacional de la Unión Cívica Radical para el periodo 2015-2017 presidido por José Manuel Corral.
En diciembre de 2021 tras ocho años como legislador de la Ciudad,se escuchaba que podría asumir la subsecretaria de deportes de la ciudad autónoma de Buenos Aires, en ese mes varios radicales (8) asumieron cargos en el gabinete de Horacio Rodríguez Larreta (PRO). Finalmente el 4 de enero de 2022 Larreta hizo saber que el ex Dt de Las Leonas, Carlos “Chapa” Retegui quien responde a Daniel Angelici ocuparía la Subsecretaria de Deportes.